# Lijst van rijksmonumenten in Diemen
Diemen telt 17 inschrijvingen in het rijksmonumentenregister; hieronder een overzicht. 
| Object                                                             | Oorspronkelijke functie?  | Bouwjaar                         | Architect       | Locatie                                    | Coördinaten?                  | Nr.?   | Afbeelding        |
| ------------------------------------------------------------------ | ------------------------- | -------------------------------- | --------------- | ------------------------------------------ | ----------------------------- | ------ | ----------------- |
| Schuilkerk De Hoop (oorspronkelijk mogelijk koetshuis)             | Kerk en kerkonderdeel     | 1786-1787                        |                 | Hartveldseweg 23                           | 52° 20' 20" NB, 4° 57' 34" OL | 452976 | Meer afbeeldingen |
| Pastorie                                                           | Kerkelijke dienstwoning   | 1882                             |                 | Hartveldseweg 24                           | 52° 20' 20" NB, 4° 57' 33" OL | 509010 | Meer afbeeldingen |
| Sint-Petrus'-Bandenkerk                                            | Kerk en kerkonderdeel     | 1910                             |                 | Hartveldseweg 24/25                        | 52° 20' 20" NB, 4° 57' 32" OL | 509011 | Meer afbeeldingen |
| Nederlands-Israëlitische Begraafplaats: hoofdonderdeel             | Begraafplaats en -onderdl | 1913-1914                        | E.M. Rood       | Ouddiemerlaan 146                          | 52° 20' 34" NB, 4° 58' 42" OL | 509013 | Meer afbeeldingen |
| Nederlands-Israëlitische Begraafplaats: woning                     | Dienstwoning              | 1914                             | E.M. Rood       | Ouddiemerlaan 146                          | 52° 20' 43" NB, 4° 58' 7" OL  | 509014 | Meer afbeeldingen |
| Nederlands-Israëlitische begraafplaats: berging                    | Opslag                    | 1914                             | E.M. Rood       | Ouddiemerlaan 146                          | 52° 20' 43" NB, 4° 58' 7" OL  | 509015 | Meer afbeeldingen |
| Nederlands-Israëlitische begraafplaats: mataheerhuis of lijkenhuis | Begraafplaats en -onderdl | 1931                             | Harry Elte Phzn | Ouddiemerlaan 146                          | 52° 20' 37" NB, 4° 58' 34" OL | 509016 | Meer afbeeldingen |
| Jacht- en Vislust: dwarshuisboerderij                              | Boerderij                 | 18e eeuw (kern)                  |                 | Overdiemerweg 13                           | 52° 20' 22" NB, 4° 59' 54" OL | 509018 | Meer afbeeldingen |
| Jacht- en Vislust: stal                                            | Boerderij                 | ca. 1885                         |                 | Overdiemerweg bij 13                       | 52° 20' 22" NB, 4° 59' 54" OL | 509019 | Meer afbeeldingen |
| Jacht- en Vislust: erfscheiding                                    | Erfscheiding              | 1875-1915                        |                 | Overdiemerweg bij 13                       | 52° 20' 22" NB, 4° 59' 54" OL | 509020 | Meer afbeeldingen |
| Grenspaal                                                          | Grensafbakening           | 1896 (waarschijnlijk geplaatst)  |                 | Ouddiemerlaan bij 553                      | 52° 21' 20" NB, 4° 58' 10" OL | 509021 | Meer afbeeldingen |
| Transformatorzuil (ook wel Peperbus)                               | Nutsbedrijf               | 1911                             | Jo van der Mey  | Kanaaldijk ter hoogte van de Overdiemerweg | 52° 19' 56" NB, 5° 0' 48" OL  | 509022 | Meer afbeeldingen |
| Uitwaterringssluis                                                 | Waterkering en -doorlaat  | 1937-1938                        |                 | Amsterdam-Rijnkanaal                       | 52° 20' 30" NB, 4° 59' 52" OL | 509023 | Meer afbeeldingen |
| Tankstation "De Blokhut"                                           | Nijverheid                | 1938-1939                        |                 | Muiderstraatweg 59                         | 52° 19' 59" NB, 4° 58' 55" OL | 509024 | Meer afbeeldingen |
| Voormalig veerhuis                                                 | Dienstwoning              | 1893                             |                 | Ouddiemerlaan 553 (hoek Kanaaldijk)        | 52° 21' 20" NB, 4° 58' 10" OL | 509025 | Meer afbeeldingen |
| De Vensermolen                                                     | Industrie- en poldermolen | 1704                             |                 | Venserkade 112                             | 52° 20' 18" NB, 4° 57' 2" OL  | 527502 | Meer afbeeldingen |
| Restant van de Stammermolen                                        | Industrie- en poldermolen | 1872 (bouwjaar) 1927 (onttakeld) |                 | Stammerdijk 27                             | 52° 19' 30" NB, 4° 59' 30" OL | 527503 | Meer afbeeldingen |

Aalsmeer ·
Alkmaar ·
Amstelveen ·
Amsterdam ·
Bergen ·
Beverwijk ·
Blaricum ·
Bloemendaal ·
Castricum ·
Den Helder ·
Diemen ·
Dijk en Waard ·
Drechterland ·
Edam-Volendam ·
Enkhuizen ·
Gooise Meren ·
Haarlem ·
Haarlemmermeer ·
Heemskerk ·
Heemstede ·
Heiloo ·
Hilversum ·
Hollands Kroon ·
Hoorn ·
Huizen ·
Koggenland ·
Landsmeer ·
Laren ·
Medemblik ·
Oostzaan ·
Opmeer ·
Ouder-Amstel ·
Purmerend ·
Schagen ·
Stede Broec ·
Texel ·
Uitgeest ·
Uithoorn ·
Velsen ·
Waterland ·
Wijdemeren ·
Wormerland ·
Zaanstad ·
Zandvoort